# Bahnbetriebswerk Hamburg-Rothenburgsort

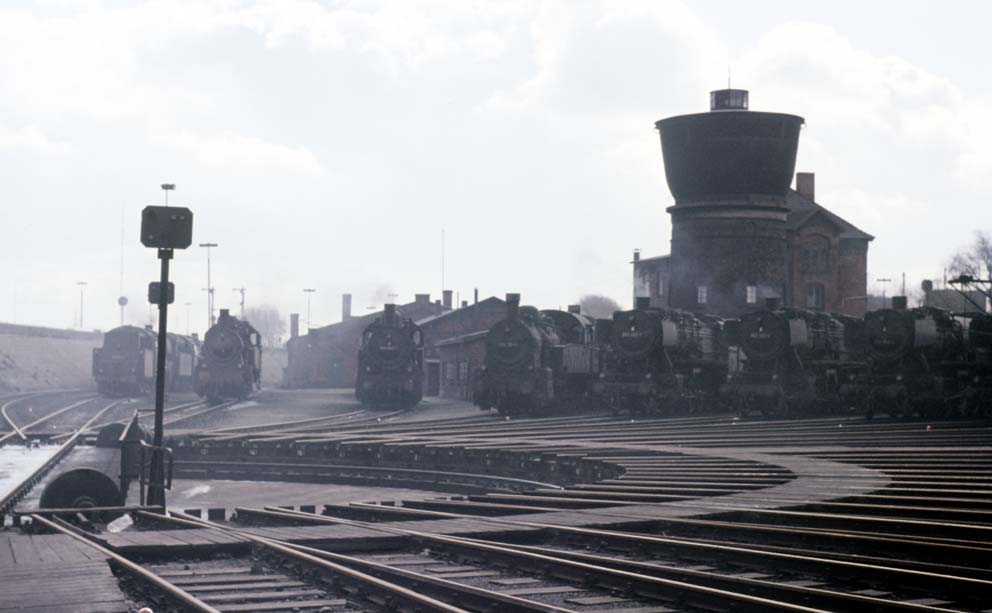
Das Bw Hamburg-Rothenburgsort beheimatete um 1970 noch zahlreiche Dampflokomotiven der Baureihen 50 und 94

Das Bahnbetriebswerk Hamburg-Rothenburgsort (Bw Hmb-Roth) wurde um 1879 von der Berlin-Hamburger-Eisenbahn-Gesellschaft gleichzeitig mit dem „Berliner Bahnhof“ rund vier Kilometer östlich zusammen mit dem späteren Rangierbahnhof Hamburg-Rothenburgsort errichtet. Es wurde 1972 aufgelöst.

## Lage
Das Bahnbetriebswerk befand sich in dem Gelände, wo 2019 in Nord-Süd-Lage das östliche Ende der Billstraße und der Billwerder Industriebahn parallel zueinander nach Norden abbiegen.

## Einrichtungen und Betrieb
Von Anfang an verfügte das Betriebswerk über einen 15-ständigen Ringlokschuppen mit Drehscheibe und Kohlehochbunker. Angegliedert war eine Wagenausbesserungsstelle.
Durch seine Lage an einer der damals verkehrsreichsten Eisenbahnstrecken in Deutschland entwickelte sich das Betriebswerk schnell zu einer bedeutenden Einsatzstelle für Güterzüge in Richtung Wittenberge–Berlin und Rangieraufgaben im Raum Hamburg.
Bis in die 1930er Jahre beherrschten preußische Dampflokomotiven das Bild. 1938 kamen fabrikneue Einheitsdampflokomotiven der Baureihe 41 nach Rothenburgsort, und auch für den Ersteinsatz der Baureihe 50 wurde das Bw ausgewählt. Nachdem im Zweiten Weltkrieg einige Maschinen für den Kriegseinsatz abgegeben werden mussten, wurde die Baureihe 41 bis 1945 komplett aus Rothenburgsort abgezogen.
Durch die Errichtung der Zonengrenze verlor das Bw seinen ursprünglichen Einsatzbereich. Es übernahm stattdessen Betriebsleistungen nach Norden und Süden. Die letzten Länderbahn-Streckenlokomotiven wurden in den 1950er Jahren von der Baureihe 50 abgelöst. Mitte der 1960er Jahre übernahm die Dienststelle Lokomotiven der Baureihe 82 vom Bw Hamburg-Wilhelmsburg in ihren Bestand, womit der Umfang der Rangierleistungen im Hamburger Hafen anstieg.

## Nachfolgenutzung
Mit dem fortschreitenden Traktionswandel wurden immer mehr Dampfloks in Rothenburgsort abgestellt. Am 4. Oktober 1972 wurde die Bundesbahndirektion Hamburg dampffrei gemeldet. Die letzten betriebsfähigen Dampflokomotiven der Baureihen 94.5–17 und 050–052 wurden zum Bahnbetriebswerk Lehrte verlegt. Zum 1. November 1972 wurde das Bahnbetriebswerk Hamburg-Rothenburgsort aufgelöst. Die Leistungen übernahm das Bahnbetriebswerk Hamburg-Wilhelmsburg.
In den Lokschuppen zogen die Eisenbahnvereine Arbeitsgemeinschaft Geesthachter Eisenbahn, Verein Verkehrsamateure und Museumsbahn (VVM) und Freunde der Eisenbahn (FdE) ein. Die Deutsche Bundesbahn plante nach 1980, das Gelände neu zu gestalten. Die Vereine mussten wieder ausziehen und die Gebäude des früheren Betriebswerkes wurden abgerissen. Es dauerte noch über zehn Jahre, bis neue Bautätigkeiten einsetzten.
Mit dem Fall des Eisernen Vorhangs gewann Anfang der 1990er Jahre der Fernverkehr auf der Strecke nach Berlin wieder an Bedeutung. Um ihn vom Verkehr der S-Bahn zu trennen, wurden neue Gleise verlegt. In Rothenburgsort wurde ein neuer Bahndamm quer durch das Gelände des ehemaligen Bahnbetriebswerks errichtet und ein Zweig der Fernstrecke darüber geführt, so dass von den Anlagen des Bahnbetriebswerks Hamburg-Rothenburgsort nichts mehr zu erkennen ist.

## Fahrzeuge
Baureihen der ehemals im Bw Hamburg-Rothenburgsort beheimateten Triebfahrzeuge:
- DR-Baureihe 50
- DR-Baureihe 52
- DR-Baureihe 56.2–8
- Baureihe 57
- Baureihe 74
- DB-Baureihe 82
- Baureihe 89
- Baureihe 91
- Baureihen 94.2–4
- Baureihe 94.5–17